# Wadi Al Amardi
Wadi Al Amardi (in arabo وادي العمردي‎?), o anche Wadi Alamardi, è una comunità dell'Emirato di Dubai, negli Emirati Arabi Uniti. Si trova nel Settore 2 nella zona settentrionale di Dubai.

## Territorio
Il territorio occupa un'area di 24,2 km² nella zona settentrionale di Dubai, nell'area urbana orientale.
L'area è delimitata a nord dalla Al Khawaneej Road (D 89), a est dalla Al Amardi Street (D 50) e dalla Emirates Road (E 611), a sud dalla  Tripoli Street (D 83) e a ovest dalla Sheikh Zayed Bin Hamdan Al Nahyan Street (D 54).
Si tratta di un quartiere residenziale composto da appartamenti residenziali e ville private distribuite su grandi spazi. La densità abitativa del quartiere è molto bassa, pari a circa 147 ab/km². Nel quartiere sono presenti molti club equestri e centri di equitazione con annesse scuderie per la custodia di cavalli.
Il quartiere ospita il Centro spaziale Mohammed bin Rashid (MBRSC) e l’Emirates Institution for Advanced Science and Technology (EIAST), che lavorano alla realizzazione del programma spaziale degli Emirati che prevede anche la Emirates Mars Mission.
Non vi sono fermate della metropolitana nel quartiere e la fermata più vicina è quella di Centrepoint nel quartiere di Al Rashidiya che dista circa 12 km. Le linee pubbliche di superficie scorrono lungo le strade esterne, Al Khawaneej Road e Al Amardi Street, e non entrano nel quartiere. Questo rende la zona poco facilmente accessibile tramite mezzi pubblici.